# Wesley Sonck
Wesley Sonck (Ninove, Bélgica,  9 de agosto en 1978) es un exfutbolista belga que jugaba de delantero en el Lierse S.K. y anteriormente jugó en el club alemán Borussia Mönchengladbach en 2006, en el club neerlandés Ajax Ámsterdam. Antes de jugar en Holanda  jugó en los equipos belgas K.R.C. Genk, Beerschot, Ekeren y Molenbeek (donde debutó) de la Liga belga. 
Sonck terminó como máximo goleador en las temporadas 2002 (30 goles) y 2003 (22 goles, empatando con Cédric Roussel) en el campeonato de Bélgica. Asimismo ha jugado en la Selección nacional de fútbol de Bélgica. En el verano del 2005 Sonck tuvo una rotura de tres costillas como consecuencia de un fuerte entrada  de Wilfred Bouma. Le llevó un largo tiempo recuperarse de esta lesión pero  marcó un gol en su retorno a las competiciones futbolísticas en el triunfo de su equipo por 3-1 sobre el Bayern de Múnich.

## Selección nacional
Ha sido internacional con la Selección de fútbol de Bélgica, ha jugado 55 partidos internacionales y ha anotado 24 goles.

## Clubes
| Club                            | País         | Año       |
| ------------------------------- | ------------ | --------- |
| FC Molenbeek Brussels Strombeek | Bélgica      | 1996-1998 |
| Germinal Beerschot              | Bélgica      | 1998-2000 |
| KRC Genk                        | Bélgica      | 2000-2003 |
| Ajax Ámsterdam                  | Países Bajos | 2003-2004 |
| Borussia Mönchengladbach        | Alemania     | 2005-2007 |
| Club Brujas                     | Bélgica      | 2007-2010 |
| Lierse S.K.                     | Bélgica      | 2010-     |

## Honores
K.R.C. Genk
- Primera División de Bélgica: 2002

AFC Ajax
- Eredivisie: 2004

### Distinciones individuales
Bota de oro belga: 2001
Gol de la temporada: 2001
Futbolista profesional belga del año: 2001–02
Máximo goleador de la Primera División A belga: 2001-02 (30 goles), 2002-03 (22 goles)